# Дивергент, глава 3: За стеной
«Диверге́нт, глава́ 3: За стено́й» (англ. The Divergent Series: Allegiant, ранее The Divergent Series: Allegiant — Part 1) — третий и последний фильм из серии «Дивергент», снятый по третьей части романа Вероники Рот «Эллигент». В прокат вышел в марте 2016 года.
Фильм стал финансовым разочарованием, собрав 179 миллионов долларов во всём мире и оказавшись наименее прибыльным из серии. Это привело к сокращению бюджета на четвёртую часть и возможности её выпуска в виде телевизионного фильма.

## Сюжет
К власти в Чикаго приходит мать Фора Эвелин. Её законы запрещают покидать пределы города, из-за чего происходят стычки между военными и жителями. Трис Прайор не согласна с этим и мечтает выбраться за стену. У Тобиаса из-за этого портятся отношения с матерью ещё больше. Трис решает освободить своего брата Калеба, которого ждёт смертная казнь за предательство, как это было с Максом. Фор освобождает его, и они вместе двигаются на автомобиле к стене, где их ждут Тори и Кристина. По пути к группе присоединяется Питер. Однако, во время восхождения на стену, героев замечают патрули и открывают огонь. Тори погибает при восхождении.
За стеной группа сталкивается с радиационным дождём и выжженными землями. Однако на них снова нападают солдаты Эвелин. В этот момент открывается неизвестный портал и вылетевшие оттуда истребители уничтожают один из автомобилей солдат. Неизвестный по имени Мэттью говорит, что они называются Бюро Генетической Защиты, дают героям защитные скафандры и отводят их в портал. Бюро обладает революционными технологиями слежения, для омывания от радиации и многим другим. Глава Бюро, Дэвид, вызывает к себе Трис и объясняет ей, что в середине XXI века люди научились изменять свой геном. Из-за этого началась мировая война, которая стёрла половину населения Земли. Люди поделились на генетически «чистых» и «повреждённых». Трис же является единственным «чистым». Чикаго же задумывался как эксперимент Бюро. После рассказа, Дэвид показывает Трис запись её матери, которая родилась на границе.
Люди Эвелин в Чикаго сталкиваются с представителями фракции «Дружелюбных» и их предводителем Джоанной. Джоанна хочет вернуть систему фракций, а Эвелин не согласна с ней. Из-за этого между ними происходят стычки, которые могут привести к Гражданской войне.
В Бюро Трис и Дэвид пытаются найти своего рода «лекарство», которое поможет стать людям «чистыми». Тобиас начинает подозревать что-то неладное, так как Трис постоянно проводит время у Дэвида. Вместе с Кристиной он записывается в солдаты Бюро, которые спасают людей на границе Бюро и Чикаго. Во время рейда, на глазах Фора убивают отца мальчика, которого хотели забрать солдаты. Мальчику дают вдохнуть какой-то газ, который стирает ему память. Это вызывает у Тобиаса гнев на Бюро, и он выспрашивает у своего командира Ниты правду. Тобиас узнаёт, что Бюро спасает от радиации здоровых детей и, стирая память специальным веществом, привозит на базу. Питер встречается с Дэвидом и высказывает ему своё недовольство по поводу своей работы (наблюдатель за Чикаго с помощью компьютера). Дэвид говорит Питеру, что даст ему другую работу, только тот должен выполнить его условия.
Фор приходит к Трис и говорит о рейде, объясняя, что Бюро — не то, чем кажется. Но Трис не слушает Фора и ссорится с ним. Тобиас решает улететь в Чикаго. Его сопровождает Мэттью. Однако в истребителе он понимает, что его хотят убить. Они вместе с Мэттью (который, как и Фор, ненавидит Дэвида) убивают солдат внутри. Истребитель падает на границе. Мэттью даёт Тобиасу пропуск, который откроет портал в стене. Фор говорит ему, чтобы он сказал Трис, что Тобиас бросил его. Ведь Трис знает, что Итон никогда не бросит раненого в беде. Тобиас уходит с помощью пропуска за стену.
Трис и Дэвид прибывают в Провиденс — что-то наподобие города будущего. Дэвид говорит об успехе в работе с геномом Трис, но его не поддерживают. На базе Бюро Трис встречается с Мэттью, который говорит, что Фор бросил его в разбитом истребителе. Трис понимает, что он лжёт, и когда Дэвид уходит, Мэттью рассказывает всю правду. Трис понимает, что Дэвид не тот, за кого себя выдаёт. Вместе с Калебом и Кристиной они угоняют личный корабль Дэвида. Нита, которая также ненавидит Дэвида, даёт им оборудование солдат. Герои с трудом отрываются от истребителей Бюро и улетают в Чикаго.
По пути в город Фор попадает в радиационный дождь и теряет сознание. Его находят люди Эвелин и доставляют в Чикаго. На своей «базе» Эвелин встречает Питера, который предлагает ей распылить предложенный Дэвидом стирающий память газ по городу, дабы подавить сопротивление против новой системы. Эвелин проверяет газ на пленённом Маркусе и соглашается. Она приходит в камеру, где держат Тобиаса и рассказывает про свой план. Фор не соглашается с ней, поэтому Эвелин решает запереть его в камере.
Трис, Калеб и Кристина прибывают в город. Узнав о плане Дэвида, Кристина и Трис берут оборудование, которое им дала Нита, и идут спасать Фора. С помощью технологий Бюро им удаётся перебить охрану и освободить Тобиаса. Он рассказывает Трис о плане Дэвида по распылению газа, и герои идут искать Эвелин. Калеб с корабля Дэвида пытается найти слабое место у распылителя. Газ начинает распыляться по всему Чикаго. Фор, Трис и Кристина находят Эвелин вместе с Питером в защищённой комнате. Тобиас умоляет мать остановить распыление, но когда Эвелин собирается отключить подачу газа, Питер стреляет в неё из пистолета. Однако газ начинает проникать в комнату с Питером, и тому приходится впустить героев. Питер сбегает из Чикаго. Фор пытается отключить подачу газа, но её контролируют из Бюро. Калеб с корабля обнаруживает слабое место, и направляет Трис. Героиня в последний момент прорывается к распылителю и уничтожает его. Планы Бюро сорваны, Чикаго спасён.
Трис говорит речь о Бюро. Герои запускают корабль Дэвида с бомбой к стене, ограждающей базу Бюро. Идущий по пустыне Питер замечает летящий корабль, а потом видит взрыв. В финальных кадрах, Фор, Трис, Эвелин, Калеб и Кристина стоят на крыше небоскрёба, а за ними появляется Дэвид, который наблюдал за ними из Бюро.

## В ролях
| Актер (Актриса) | Роль                  |
| --------------- | --------------------- |
| Шейлин Вудли    | Беатрис «Трис» Прайор |
| Тео Джеймс      | Тобиас «Фор» Итон     |
| Джефф Дэниелс   | Дэвид                 |
| Наоми Уоттс     | Эвелин                |
| Октавия Спенсер | Джоанна               |
| Майлз Теллер    | Питер                 |
| Энсел Эльгорт   | Калеб Прайор          |
| Зои Кравиц      | Кристина              |
| Мэгги Кью       | Тори                  |
| Дэниел Дэ Ким   | Джек Кан              |
| Рэй Стивенсон   | Маркус Итон           |
| Мекай Файфер    | Макс                  |
| Кинан Лонсдейл  | Юрай                  |
| Джонни Уэстон   | Эдгар                 |
| Билл Скарсгард  | Мэтью                 |
| Надиа Хилкер    | Нита                  |
| Энди Бин        | Ромит                 |
| Париза Джонстон | Реджина               |
| Ксандер Беркли  | Филипп                |
| Кортни Хоп      | Анна                  |
| Эшли Джадд      | Натали Прайор         |

## Съёмки
Съёмки фильма проходили в Атланте (штат Джорджия, США) с 20 мая 2015 года. Съёмки стены производились вблизи города, на бывшем Белвудском гранитном карьере (Bellwood Quarry), где была построена 80-футовая стена. Съёмки пустынной местности проводились на участках общей площадью около 0,06 км² (6 гектар), для покраски которых использовано более 300 тыс. литров красной краски. Интерьеры генетического бюро были созданы на территории заброшенного предприятия Optical Fiber Solutions в Норкроссе (Джорджия), внешние виды подготовлены при помощи графики.

## Прокат
Прокат начался 18 марта 2016 в обычных кинотеатрах и IMAX. В России прокат начался 10 марта. Уже по результатам первого уик-энда фильм собрал меньше, чем предыдущая часть. Общий бюджет фильма оценивается в 110 миллионов долларов США. Общие низкие сборы фильма — 66 миллионов долларов в США и 113 миллионов в иных странах (425 млн рублей в СНГ; 1.7 млн зрителей) не позволили студии сохранить формат следующей части «Дивергент, глава 4: Асцендент».
Фильм вышел на DVD и BD в июле 2016 года.

## Критика
Фильм получил отрицательные отзывы от кинокритиков. По данным агрегатора рецензий Rotten Tomatoes  фильм имеет рейтинг 11 % на основе 198 отзывов, а средняя оценка составляет 4,1 из 10.

## Отмена продолжений
Продолжением фильма должен был стать «Дивергент, глава 4: Асцендент» . В феврале 2016 стало известно, что Роберт Швентке не будет режиссёром данного фильма, его заменит Ли Толанд Кригер.
В июле-августе 2016 года стало известно о том, что Lionsgate изменила формат фильма, отказавшись от широкого проката в кинотеатрах из-за низких сборов «Дивергент, глава 3: За стеной». Возможно, фильм станет телевизионным. Не исключается продолжение в виде телесериала на 10-13 эпизодов.
Позднее фильм был отменён из-за отсутствия интереса актёров.